# الظهره السفلى (حجة)
الظهره السفلى هي إحدى قرى الجمهورية اليمنية. وهي تتبع جغرافيًا لمحافظة حجة. وإداريًا لمديرية الجميمة. يبلغ تعداد سكانها 4374 نسمة حسب الإحصاء الذي جرى عام 2004.